# Zdeněk Opravil
Zdeněk Opravil (* 14. března 1975) je bývalý český fotbalista, záložník. 

## Fotbalová kariéra
V české lize hrál za SK Sigma Olomouc a SK České Budějovice. Nastoupil ve 14 ligových utkáních. V nižších soutěžích hrál za SK LeRK Prostějov, 1. HFK Olomouc, 1. FK Drnovice a TJ Sokol Velké Losiny.

## Ligová bilance
| Ročník                            | Zápasy | Góly | Klub                |
| --------------------------------- | ------ | ---- | ------------------- |
| 2. česká fotbalová liga 1995/1996 | 19     | 0    | SK LeRK Prostějov   |
| 2. česká fotbalová liga 1996/1997 | 21     | 1    | SK LeRK Prostějov   |
| 2. česká fotbalová liga 1997/1998 | 15     | 1    | SK LeRK Prostějov   |
| 2. česká fotbalová liga 1998/1999 | 26     | 4    | SK LeRK Prostějov   |
| 2. česká fotbalová liga 1999/2000 | 19     | 1    | SK LeRK Prostějov   |
| Gambrinus liga 1999/2000          | 2      | 0    | SK Sigma Olomouc    |
| 2. česká fotbalová liga 2000/2001 | 15     | 3    | SK LeRK Prostějov   |
| Gambrinus liga 2000/2001          | 12     | 0    | SK České Budějovice |
| 2. česká fotbalová liga 2001/2002 | 20     | 0    | SK České Budějovice |
| 2. česká fotbalová liga 2002/2003 | 26     | 2    | SK LeRK Prostějov   |
| 2. česká fotbalová liga 2002/2003 | 12     | 1    | 1. FK Drnovice      |
| 2. česká fotbalová liga 2003/2004 | 10     | 0    | 1. HFK Olomouc      |
| CELKEM 1. česká liga              | 14     | 0    |                     |